# Piggybacking
Piggybacking – forma kooperacji eksportowej, polegająca na współpracy z innym lokalnym bądź zagranicznym podmiotem w celu wykorzystania jego kanałów dystrybucji.
Partnerem w piggybackingu jest często większy i bardziej umiędzynarodowiony podmiot, którego asortyment nie konkuruje (a często jest komplementarny) z firmą, z którą dokonuje współpracy. Eksporter podczas piggybackingu zachowuje niezależność w zakresie kształtowania elementów takich jak marka, cena, reklama itp.
Piggybacking ma zwykle charakter przejściowy i stanowi bardziej szczególny wariant strategii dystrybucji niż osobną strategię marketingową.